# 西鉄バス宗像

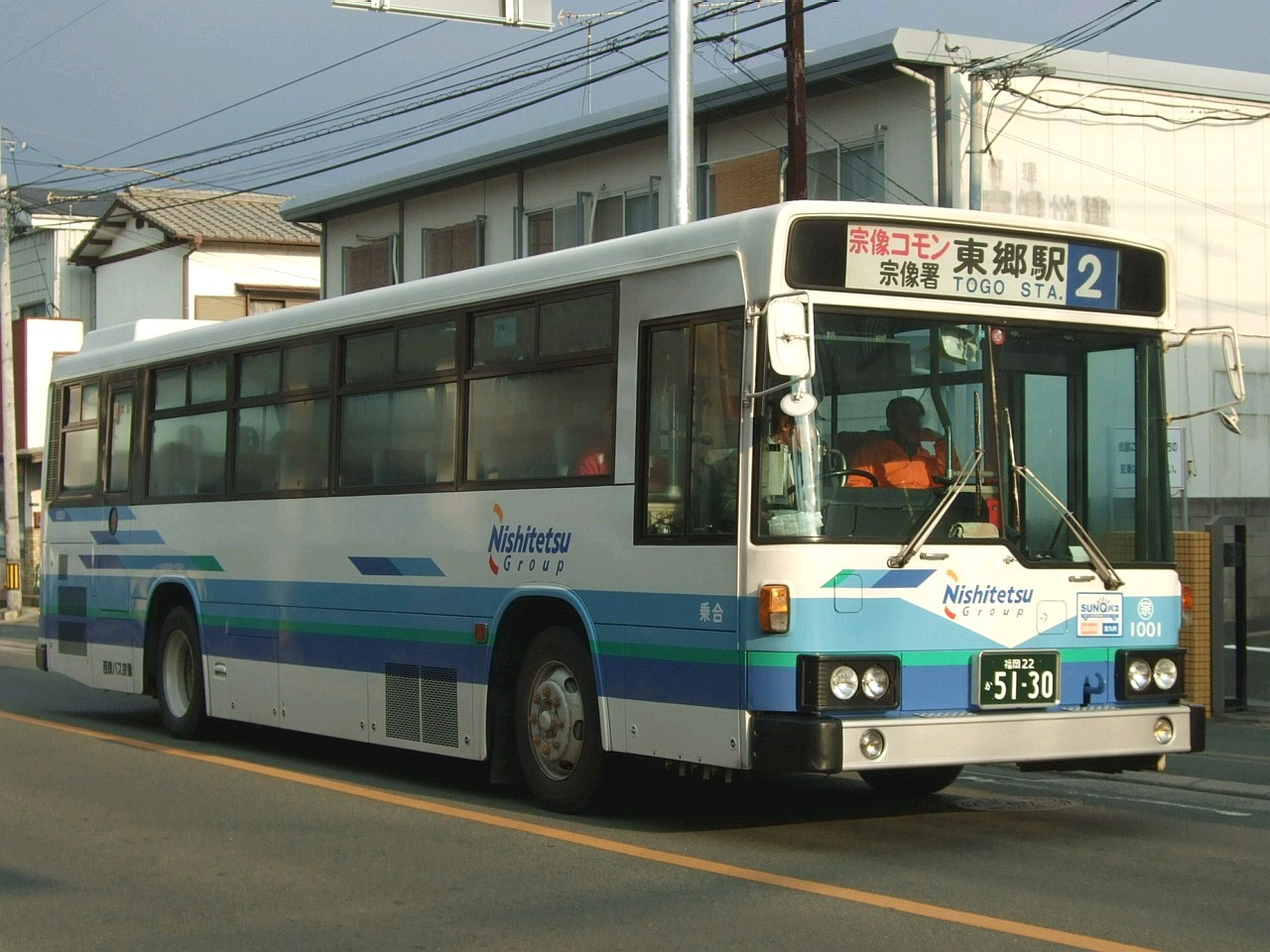
かつて存在した旧玄海交通塗装の車両

西鉄バス宗像株式会社（にしてつバスむなかた）は、福岡県の宗像地方西部を中心に路線バス・観光バス事業を営む西日本鉄道（西鉄）の子会社である。本社所在地は福岡県宗像市陵厳寺四丁目7番1号。

## 概要
宗像市を中心に、福津市、古賀市、遠賀郡岡垣町に自社直営路線を持つほか、福岡市と宗像市を結ぶ路線を西鉄からの管理委託により運行する。自治体からの委託によるコミュニティバスとして宗像市コミュニティバス「ふれあいバスを運行している。また岡垣町コミュニティバス「ふれあい」を特定輸送として古賀市の健康文化施設「クロスパル古賀」の無料送迎バスを運行していた。なお、福津市シャトルバスは2008年4月1日をもって廃止され、以降は同市内のタクシー会社2社への委託による「ふくつミニバス」の運行となり、当社は撤退した。
近年、貸切バスが立て続けに導入されている。車両は日産ディーゼル車は西日本車体工業SD-Iスーパーハイデッカー1台、スペースアローが1台、三菱ふそう車は三菱ふそうエアロミディが2台、いすゞ車はLVが3台使用されている（特記以外全車西日本車体工業ボディ）。また、西鉄バス筑豊からの移籍車や中古購入（純正セレガ1台、ほか）など積極的に力を入れている。

## 沿革
- 1991年4月1日 - 玄海交通の社名で設立。当初は宗像郡玄海町（現・宗像市）鐘崎の西鉄玄海営業所内に本社を設置。なお、長崎県壱岐市（壱岐島）に存在するバス会社「有限会社玄海交通」とは無関係である。
  - のちに宗像市の赤間営業所内に赤間支社を設置。遠賀郡芦屋町の芦屋営業所・糟屋郡古賀町（現・古賀市）薦野の古賀営業所を西鉄から玄海交通に移管し、それぞれ芦屋支社・古賀支社となる。
- 2001年8月1日 - 西鉄バス宗像に社名変更。
- 2003年7月1日 - 本社を西鉄赤間営業所内に移転。旧本社は鐘崎車庫となる。芦屋支社を西鉄バス北九州に移管。
- 2006年 - 古賀支社が古賀車庫となる。
- 2007年4月1日 - 西鉄宮地岳線廃止区間の代替バスを運行開始。古賀車庫を廃止し、代替として西鉄新宮営業所内に新宮車庫を設置。
- 2010年
  - 7月1日 - 鐘崎車庫を廃止し、本社に統合。同時に新宮車庫は新宮支社と格上げ。
  - 12月1日 - 西鉄観光バス会社再編に伴い、数台の貸切車両が新たに配置される。これにより赤間の貸切の機能が一部新宮支社に移転。
- 2012年1月5日 - 久山町コミュニティバス「イコバス」の運行を開始。
- 2015年4月1日 - 宗像西鉄タクシーを子会社とする[2]。
- 2017年3月31日 - 新宮支社を廃止。これまでの担当路線は西日本鉄道新宮自動車営業所、西鉄バス筑豊篠栗支社へ移管。
- 2024年10月17日 - 同日開催された西鉄本体の取締役会において、2025年10月1日付けで親会社の西日本鉄道が当社を吸収合併し直営化すると発表[3]。理由としては乗務員不足と輸送人員等が減少しているため。

## 営業所の所在地と担当路線
自社運行路線の営業所表記は原則として【○宗】である。
ただし、本体からの管理委託路線に関しては【○赤】となっている。

### 本社
- 所在地：福岡県宗像市陵厳寺四丁目7番1号
- 最寄りバス停留所：赤間営業所

### 廃止・移管した営業所

#### 鐘崎支社
2010年7月1日を以って廃止され、赤間本社へ統合。現在は事務所は乗務員の休憩室のみの使用となり転回場となった。路線・乗務員・車両は新宮支社もしくは赤間本社に移管された。
担当路線
津屋崎〜鐘崎線
- 1：東郷駅前 - 東郷橋 - 赤間駅前 -赤間営業所
  - 同路線の間合いとして運転されているが、本数は各曜日1日1本のみ。ルート的には26・26Aと同じ。また現在は赤間営業所方向のみ運行されている。
- 1：東郷駅前 - 宗像大社 - 神湊波止場
  - 宗像大社への足として欠かせない路線であるが、かつては東郷駅経由で赤間営業所および鐘崎車庫発着も運転されていた。概ね1時間に1本程度運転される。
- 1-1：光陽台六丁目 - 福間駅前 - 宮司団地 - 津屋崎 - 津屋崎橋 - 津屋崎 - 神湊波止場
- 1-2：光陽台六丁目 - 福間駅前 - 消防会館 - 津屋崎 - 津屋崎橋 - 津屋崎 - 神湊波止場 - 東郷駅前
  - 福津エリアの代表路線。この路線の違いは1-1番が宮司団地経由、1-2番が東町経由となっている。2007年4月以前は本数も多く、神湊波止場から赤間営業所まで足を延ばす1-1番も存在したが、それ以後は5番が新設されたこともあり、この路線が減便されている。そのときに光陽台六丁目 - 福間駅前の区間便を除く1-1番は平日朝のみの運転となった。神湊波止場発着は光陽台六丁目行きのみ運転。また1-2番も1時間に1本に減便された。2009年4月1日のダイヤ改正に併せ、増便と神湊波止場 - 東郷駅前間の延長が実施された。
- 2：東郷駅前 - 東郷橋 - 公園通り二丁目 - 池野支所前 - 鐘崎車庫→京泊
- 3：赤間営業所 - 赤間駅前 - ネオポリス一丁目 - 公園通り二丁目 - 池野支所前 - 鐘崎車庫←京泊
  - 宗像市の中心部から鐘崎漁港・渡場がある北部への路線。以前は時間帯によって宗像コモンか大王寺を経由していたが、大王寺経由は廃止されている。2番は元々3-1・3-2番であったが東郷駅での系統分離時に現在のような路線になった。平日朝の始発のみ池野支所前止まりがあった。平日のみ京泊行きがある。3番はネオポリス発着の75番と統合したときに東郷橋経由からネオポリス経由に変更された。3番にも京泊行きがあったが、現在は平日のくりえいと経由赤間営業所行きのみ運転される。

廃止路線 
- 1-3：光陽台六丁目 - 福間駅前 - 花見 - 国立病院
- 1-3：光陽台六丁目 - 福間駅前 - グリーンタウン中央 - 西福間三丁目
  - 西鉄宮地岳線廃止に伴う代替路線として2007年4月1日より運行を開始したが、莫大な赤字のため2009年4月1日に廃止された。
- 3-1：光陽台六丁目 - 福間駅前 - 宮司団地 - 津屋崎駅前 - 神湊波止場 - 東郷駅 - 東郷橋 - 鐘崎
- 3-2：光陽台六丁目 - 福間駅前 - 宮地岳駅前（現・消防会館） - 津屋崎駅前 - 神湊波止場 - 東郷駅 - 東郷橋 - 鐘崎
- 無番：光陽台六丁目 - 福間駅前 - 宮司団地 - 津屋崎駅前 - 津屋崎浜 - 恋の浦

#### 芦屋支社
2003年7月に西鉄バス北九州に移管し八幡営業所芦屋営業区となった後、2005年4月1日廃止。
担当路線（路線全廃）
- 20：遠賀川駅 - 千代丸口 - 海老津駅 - 赤間営業所
- 21：芦屋車庫 - 道灌 - 折尾東団地（ - 折尾車庫） - 陣原駅南口 - 黒崎駅前/黒崎BC - 八幡西区役所 - 穴生電停 - 穴生営業所

開設当初は芦屋町と北九州市を結ぶ基幹路線で、昭和50年ごろまでは到津遊園を経て浅野まで運行されていた。昭和51年には八幡駅止まりとなり、一部が折尾以東で急行として運行されていた。後に遠賀川駅経由の24番が登場したことにより、末期は一日数本の運行となっていた。
- 23：遠賀高校 - 遠賀川駅 - 折尾車庫 - 黒崎駅前/黒崎BC

通学時間帯のみの運行、1990年代まで中山線の間合いで直方営業所運行の遠賀川駅発着便も運行されていた。
- 24：芦屋車庫 - 松の本 - 遠賀川駅 - 折尾東団地（ - 折尾車庫） - 陣原駅南口 - 黒崎駅前/黒崎BC - 八幡西区役所 - 穴生電停 - 穴生営業所

芦屋支社最盛期の基幹路線で、1日50往復運行されていた。玄海交通時代には黒崎駅前止めのほか、遠賀川駅止めや折尾車庫止めも多数存在した。西鉄バス北九州に移管された後、芦屋急行線の登場により廃止。
- 25：芦屋車庫 - 道灌 - 折尾東団地 - 本城 - 穴生三丁目 - 竹末 - 引野口

1980年代末の僅かな時期に存在した芦屋 - 引野口 - 北九州道路 - 砂津を結ぶ急行バスの代替路線として設定されたが、本数は極めて少なかった。
- 26：田園都市 - 松の本 - 遠賀川駅

#### 古賀支社
2007年4月1日廃止。駐車場の一部をチェーンで締切り、事務所は乗務員の休憩室のみの使用となり転回場となった。2011年に事務所は解体された。
かつての担当路線
- 1：福間駅 - 宮地岳宮前 - 星ヶ丘 - 在自（あらじ）

住宅街や狭隘区間が存在したため、薦野線と共用のマイクロバスで運行されていた。2003年4月1日限りで廃止。
- 2：古賀駅 - 青柳四角 - 原上 - 平山 - 下原 - 西鉄香椎 - 香椎浜営業所
- 2：こもの - 青柳四角 - 原上 - 平山 - 下原 - 西鉄香椎 - 香椎浜営業所

かつて福岡市中心部まで運行されていた22番を香椎で打ち切りにした路線。1996年5月までは22番のままだったが、天神 - 香椎浜の23番が22番を名乗る様になったため、2番に改番された。末期は下原経由ではなく、産業大学南口経由で運行されていた。また、和白営業所発着便も存在した。
2009年4月1日限りで廃止。
- 135：養護学校 - 新宮駅口 - 立花山 - 佐屋

かつて天神・香椎地区 - 立花口で運行されていた22番を古賀支社に移管させた路線。平日朝の佐屋行きのみ新宮駅口発だった。2003年4月より、新宮町コミュニティバス「マリンクス」により運行されている。
- 2：東郷駅 - 東郷橋 - 宗像コモン - 鐘崎
- 3：鐘崎 - 宗像コモン - ネオポリス - 赤間駅前 - 赤間営業所

2011年3月12日のダイヤ改正で鐘崎、赤間営業所へは行かなくなった。

### 新宮支社
2010年に車庫から支社に昇格された後、2017年3月に廃止。西日本鉄道新宮自動車営業所に併設されてあった。
かつての担当路線
久山町コミュニティバス「イコバス」
- レスポアール久山 → 上久原 → 古賀の脇橋前 → 山内 → 一の井手橋 → 芳野 → 昭和町 → 東久原 → ヘルスC&C → 久山温泉前 → 久山 → 久原小学校前 → 役場 → 月見ヶ丘入口 → 下久原 → 中久原 → レスポアール久山 → 久原小学校前 → 久山会館前 → 上山田南 → 山田小学校前 → 山田郵便局前 → 猪野赤坂入口 → 赤坂団地 → 南新町 → 猪野 → 皇太神宮下 → 緑ヶ丘 → 草場東 → 草場 → 草場住宅前 → レイクウッド久山前 → 黒河 → 藤河 → 大谷 → 大谷川 → 小浦台入口 → 小浦台団地北 → 小浦台団地南 → 長寿園入口 → 下山田 → 下山田公民館前 → 上林 → 下林 → 古賀橋トリアス前 → 上山田 → 上山田南 → 久山会館前 → 役場 → 久原小学校前 → レスポアール久山

2012年1月5日より運行開始。当初は無料で運行し、同年4月1日より100円の均一運賃を収受している。上記方向のみ運行している。通常は専用車の日野・ポンチョ（車番8547）が使用される。新宮支社廃止と同時に協和タクシーに専用車ポンチョと共に移管された。

## 車両

### 一般路線車
西鉄からの管理委託車及び譲渡車が中心である。これらは西鉄と同一塗装で、譲渡車についてはロゴがグループロゴとなっている（グループロゴは僅かな車両で残りは側面に西鉄バス宗像社名が入るのみである）。玄海交通時代に自社独自で導入した車両には白地にスカイブルー・緑色・青色の塗装が施されていたが、西鉄バス宗像となってからはこれらの色の車両の新規導入は途絶え、現存していない。
スマート・ループ（新塗装）は本社が2台、赤間第二自動車営業所（委託管理車）が6台保有している。
宗像市コミュニティバスは運行開始時はいすゞジャーニーE、その後は三菱ローザと日野リエッセを使用されていたが、2011年10月1日からは日野ポンチョやローザが使用されている。
以前に受託していた久山町コミュニティバスは日野・ポンチョが使用されていた。
2018年9月まで受託していた岡垣町コミュニティバスは運行開始以来専用ラッピングのローザを使用していたが、2010年4月1日からは専用塗装の日野ポンチョに置き換えられた。トリアス久山内循環バスは専用ラッピングとなっていた。

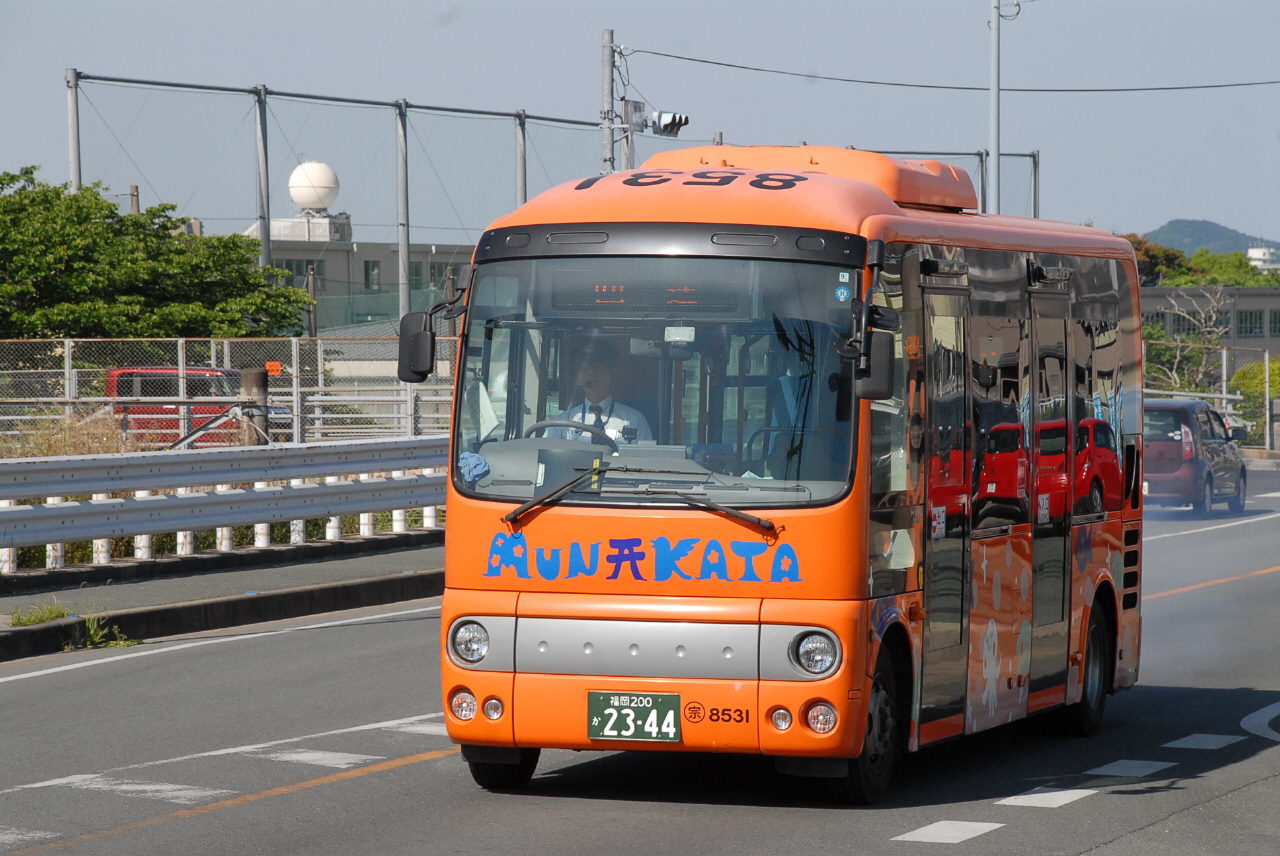
コミュニティバス
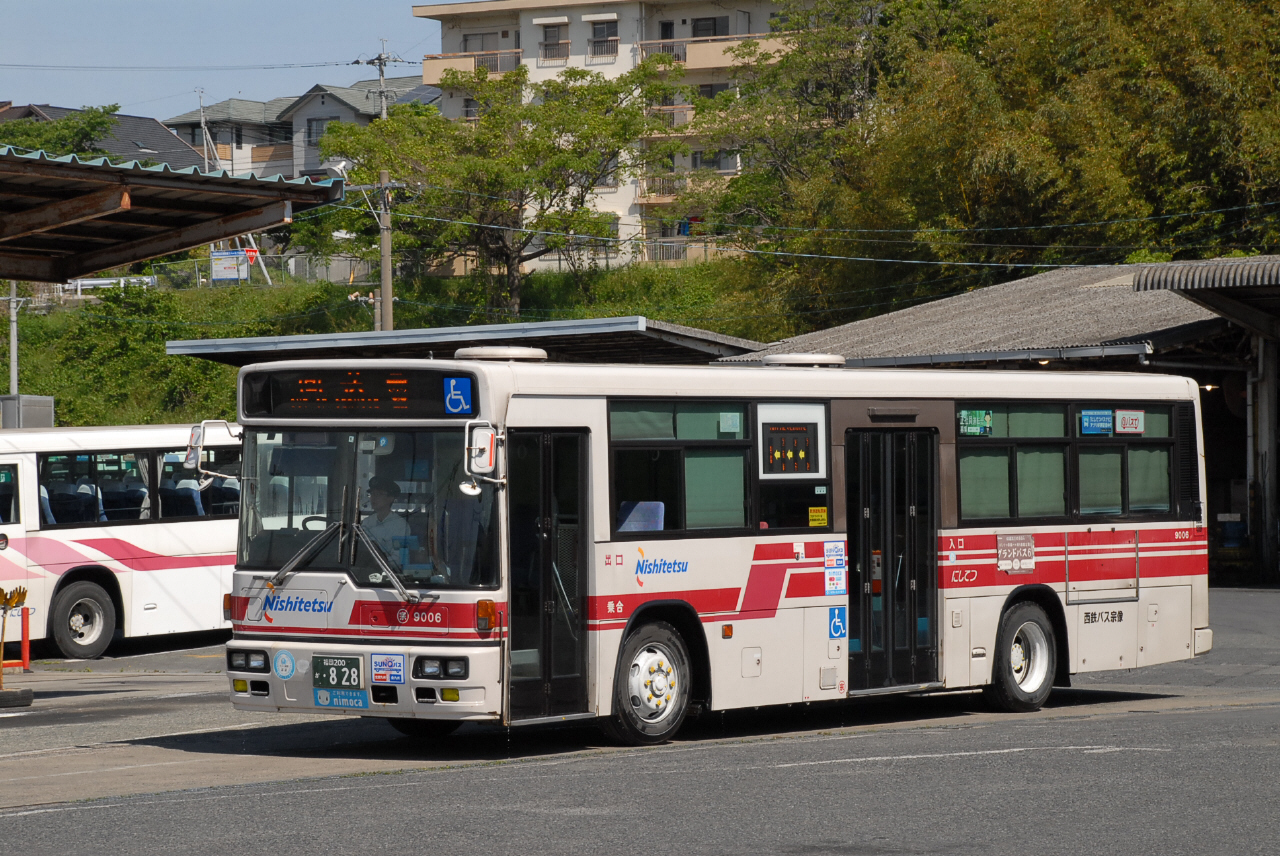
路線車
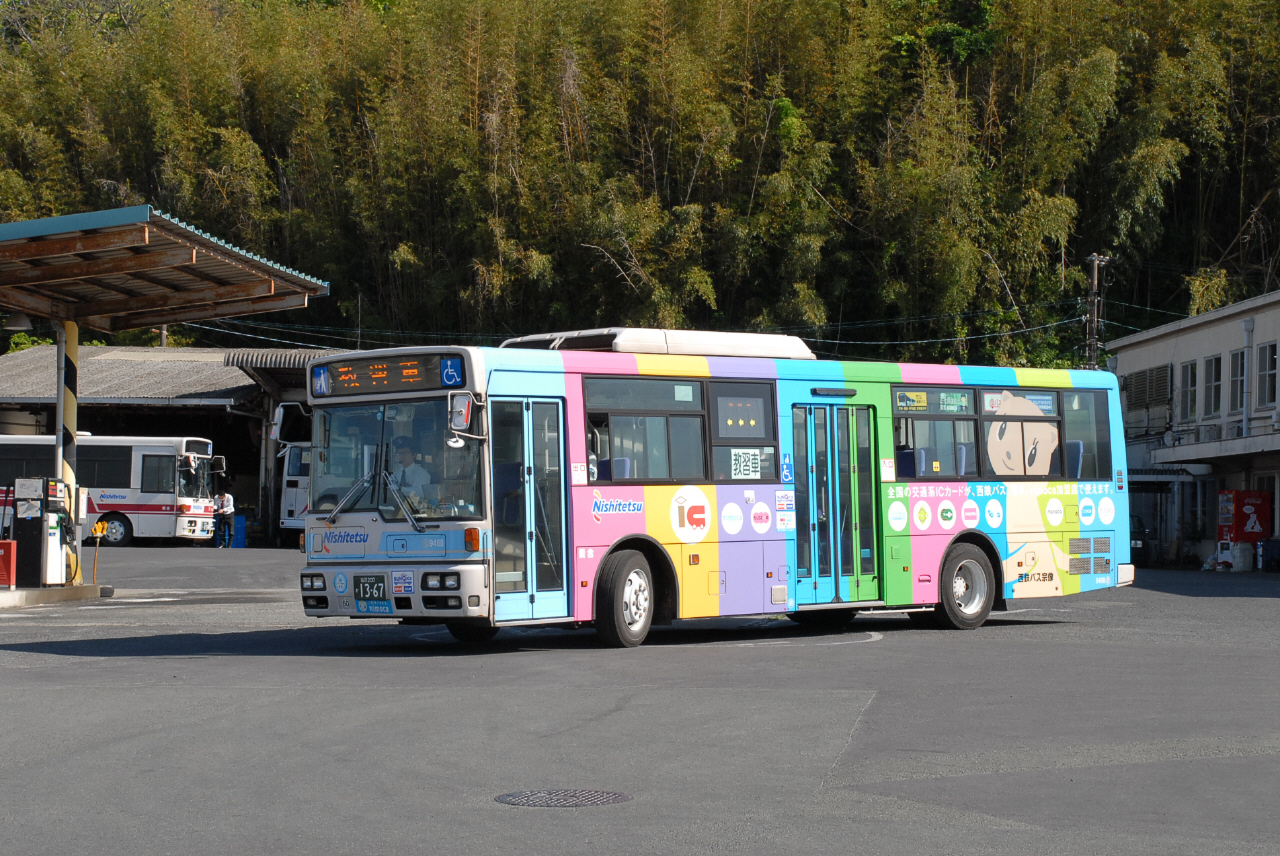
路線車（ラッピング）

### 貸切車
三菱ふそうエアロエースが1台、いすゞガーラが4台使用されている。現在は基本自社発注車に統一されている（過去には西工ボディが配置されていたが、現在は全廃）。
一般路線バスを改造したスクールバスで、現在は日産ディーゼル車（西工ボディ）配置。

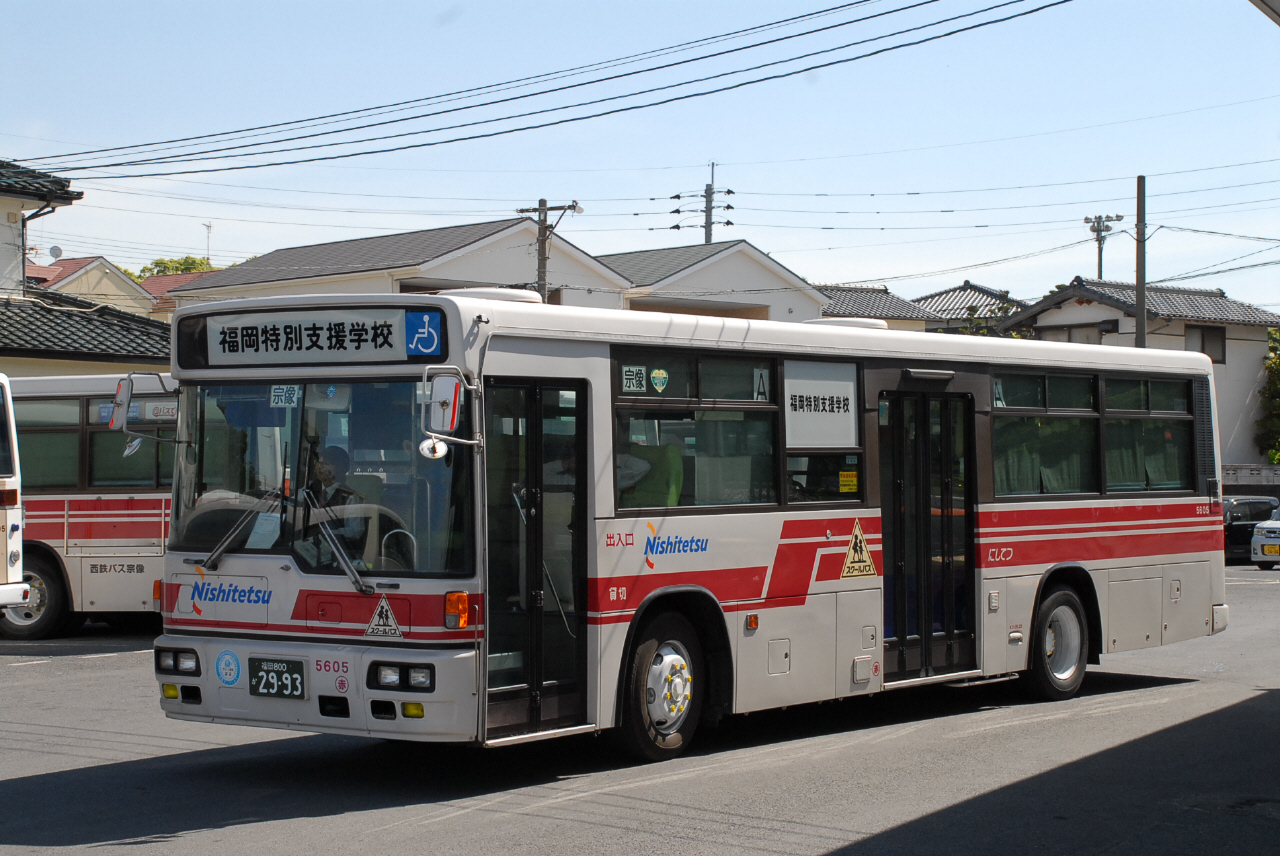
スクールバス
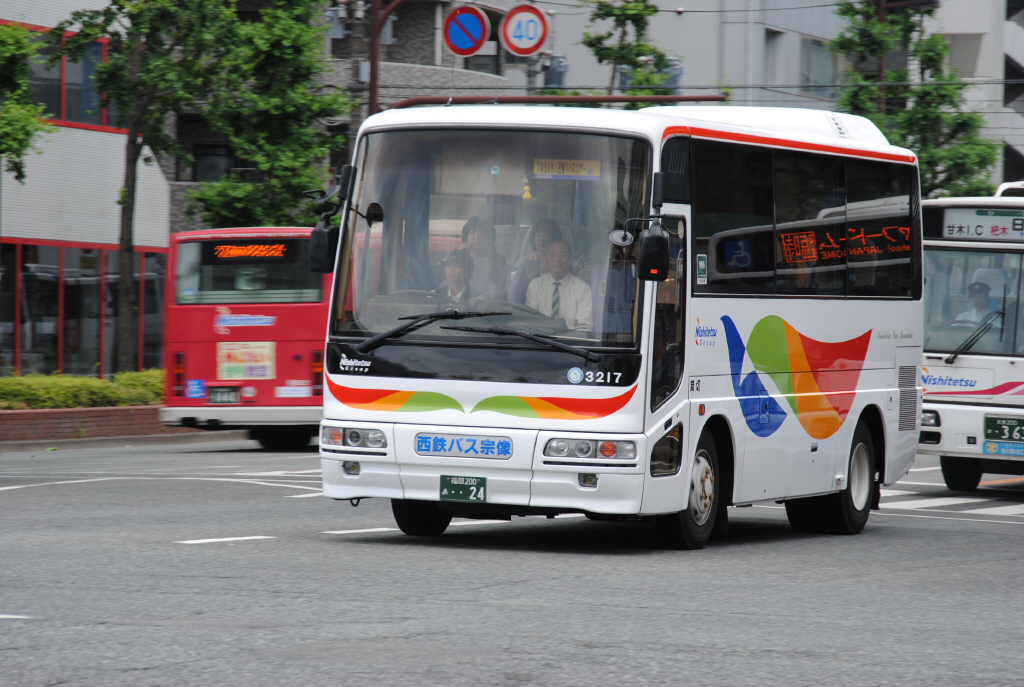
貸切車（現在は廃車済）
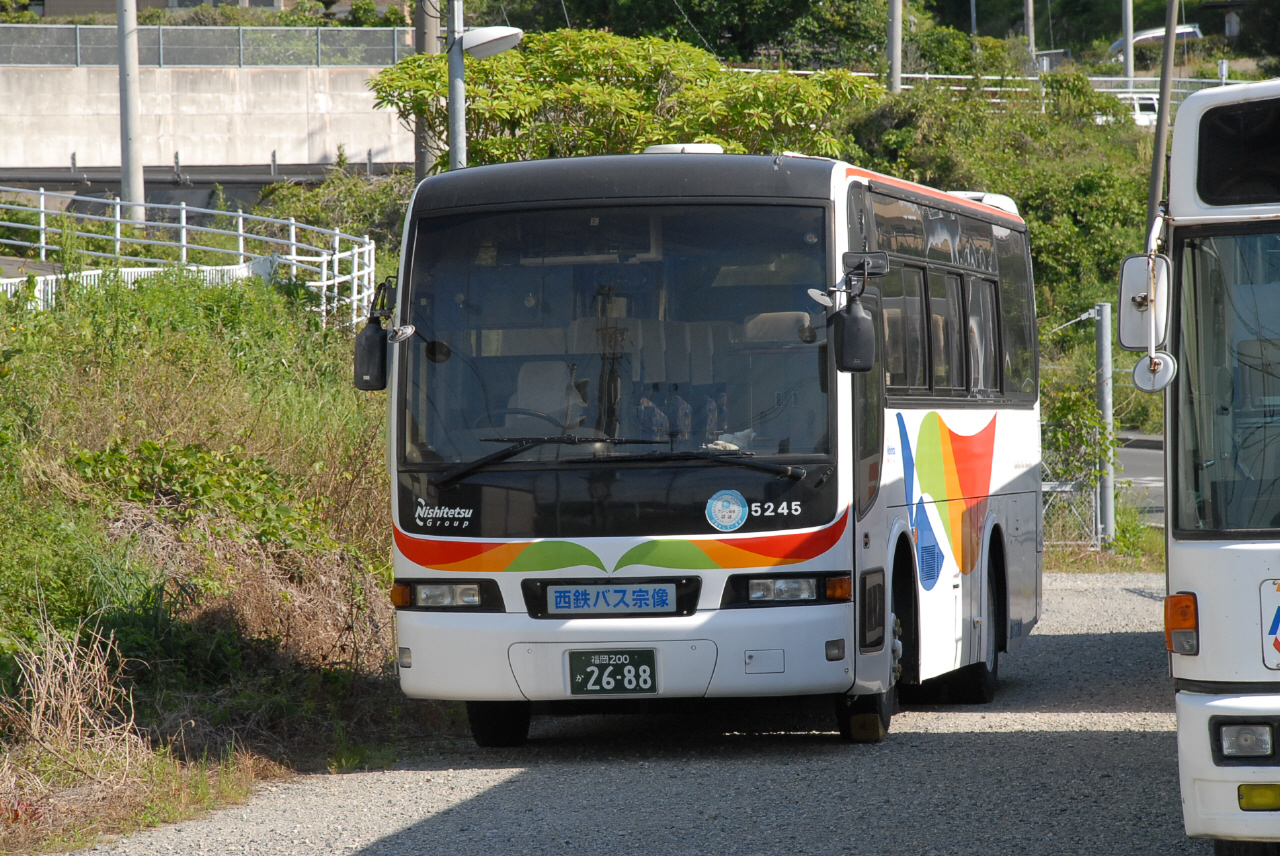
貸切車（現在は廃車済）
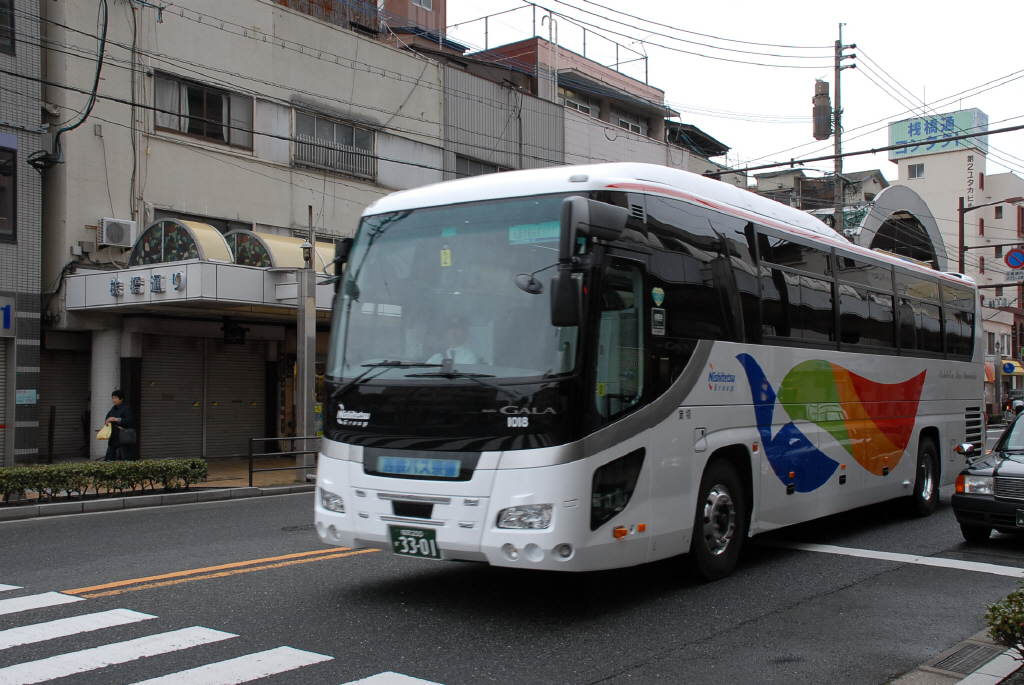
貸切車

## 子会社

### 宗像西鉄タクシー

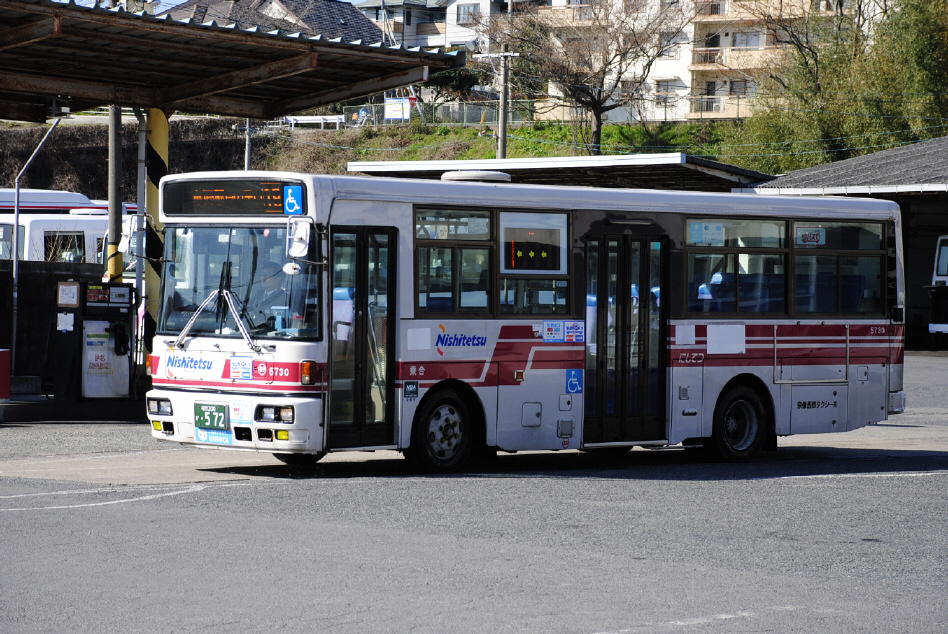
宗像西鉄タクシー

2015年7月の西鉄グループタクシー事業再編に伴い、福岡西鉄タクシーの100%子会社であった宗像西鉄タクシーを西鉄バス宗像の子会社とした。タクシー事業の他、乗合バスとして日の里循環線を運行するほか、宗像市コミュニティバスの一部路線を担当する。

#### 日の里循環線
2015年6月1日より日の里循環線路線及び車両を西鉄バス宗像より移管した。
営業所所属記号は○宗タと表記している。
- 15
- 東郷駅日の里口→日の里三丁目→日の里五丁目→日の里九丁目→東郷駅日の里口（東大廻り）
- 16
- 東郷駅日の里口→日の里九丁目→日の里五丁目→日の里三丁目→東郷駅日の里口（西大廻り）
- 18
- 赤間営業所→赤間駅前→東郷橋→東郷駅東口→東郷駅日の里口
  - 日の里団地循環の出庫便として朝の1本のみ東郷駅日の里口行きが運転される。17番と違って赤間駅前を経由する。
- 19
- 東郷駅日の里口 - 1丁目大通り - 公団アパート前 - 四丁目公園前 - 宗像ユリックス
  - 2013年4月1日のダイヤ改正で登場した路線。